# Hum Aapke Hain Koun...!
Hum Aapke Hain Koun...! (Chi sono io per te) è un film del 1994 diretto da Sooraj R. Barjatya.

## Trama
Le nozze di Rajesh e Pooja riuniscono due famiglie in allegre celebrazioni, durante le quali, Prem, fratello dello sposo si diverte a scherzare e combinare dispetti a Nisha, sorella della sposa. Dalla semplice amicizia nasce una nuova attrazione ma un’improvvisa tragedia li richiama alle proprie responsabilità.

## Curiosità
- ll film è incluso nella top ten dei più lunghi film di bollywood, insieme a Lagaan - C'era una volta in India (3h44) e LOC Kargil (4h15).[2]
- Nel film Kabhi Kushi Kabhie Gham..., Hrithik Roshan intona il ritornello di “Wah Wah Raamji” e Il motivetto indimenticabile di Dilwale Dulhania le Jayenge ricorda molto le note di “Didi tera devar deewana” la canzone portante del film.
- Madhuri Dixit vinse il Filmfare Award come miglior attrice, nello stesso anno ricevette ben due nomination, una per Hum aapke hain kaun, e una per la sua performance drammatica in Anjaam al fianco di uno spietato e ruggente Shahrukh Khan.
- Salman Khan debuttò con un film dello stesso regista, Maine Pyar Kya (1989) , film romantico amatissimo dai giovani che ispirò la trama di numerose storie d’amore. Mentre la carriera del giovane Salman era pronta al decollo, quella della sua compagna di scena Bhagyashree nonostante il successo del film non riuscì a prendere alcuna direzione. L’attrice, soprannominata “one hit wonder / meraviglia di un solo successo”, si perse velocemente nell’anonimato. Uno dei rari titoli in cui la vediamo apparire di nuovo è Humko Deewana Kar Gaye (2006) dove compare in un ruolo secondario.